# Brieskerke
Brieskerke was een dorp op het eiland Schouwen, nu Schouwen-Duiveland, in de Nederlandse provincie Zeeland. Het dorp lag op het deel van Schouwen dat Zuidland werd genoemd.

## Geschiedenis
De oudste vermelding van Brieskerke dateert uit de 13e eeuw. De naam is vermoedelijk afgeleid van een persoonsnaam. In de 15e eeuw verdween het dorp in het water, maar het werd hierna weer herbouwd. Na de stormvloed van 1541 werd dit tweede Brieskerke buitengedijkt en verdween het uiteindelijk in de Oosterschelde.
Volgens Van der Aa was het ooit een aanzienlijk dorp.